# Alafiarou
Alafiarou ist ein Arrondissement im Departement Borgou in Benin. Es ist eine Verwaltungseinheit, die der Gerichtsbarkeit der Kommune Tchaourou untersteht. Gemäß der Volkszählung von 2013 hatte Alafiarou 15.290 Einwohner, davon waren 7670 männlich und 7620 weiblich.